# Broomfield and Kingswood
Broomfield and Kingswood är en civil parish i grevskapet Kent i sydöstra England. Den ligger i distriktet Maidstone och utgörs av orten Kingswood samt byn Broomfield. Civil parishen hade 1 603 invånare vid folkräkningen år 2021.